# NGC 2974
NGC 2974 (другие обозначения — MCG 0-25-8, UGCA 172, ZWG 7.22, IRAS09400-0328, PGC 27762) — эллиптическая галактика (E4) в созвездии Секстант.
Этот объект входит в число перечисленных в оригинальной редакции «Нового общего каталога».
Галактика NGC 2974 входит в состав группы галактик NGC 2974. Помимо NGC 2974 в группу также входят MGC -1-25-24, MGC -1-25-31, MGC -1-25-33 и MGC -1-25-34.
Обнаруженный в 1988 году диск из тёмной материи в NGC 2974 на самом деле оказался кольцом. Около 70% массы галактики должно приходиться на тёмную материю.